# Cantone di Forges-les-Eaux
Il Cantone di Forges-les-Eaux era una divisione amministrativa dell'arrondissement di Dieppe.
È stato soppresso a seguito della riforma complessiva dei cantoni del 2014, che è entrata in vigore con le elezioni dipartimentali del 2015.
Comprendeva i comuni di
- Beaubec-la-Rosière
- Beaussault
- La Bellière
- Compainville
- La Ferté-Saint-Samson
- Forges-les-Eaux
- Le Fossé
- Gaillefontaine
- Grumesnil
- Haucourt
- Haussez
- Longmesnil
- Mauquenchy
- Mesnil-Mauger
- Pommereux
- Roncherolles-en-Bray
- Rouvray-Catillon
- Saint-Michel-d'Halescourt
- Saumont-la-Poterie
- Serqueux
- Le Thil-Riberpré